# ジョゼフ＝ニコラ・ドリル

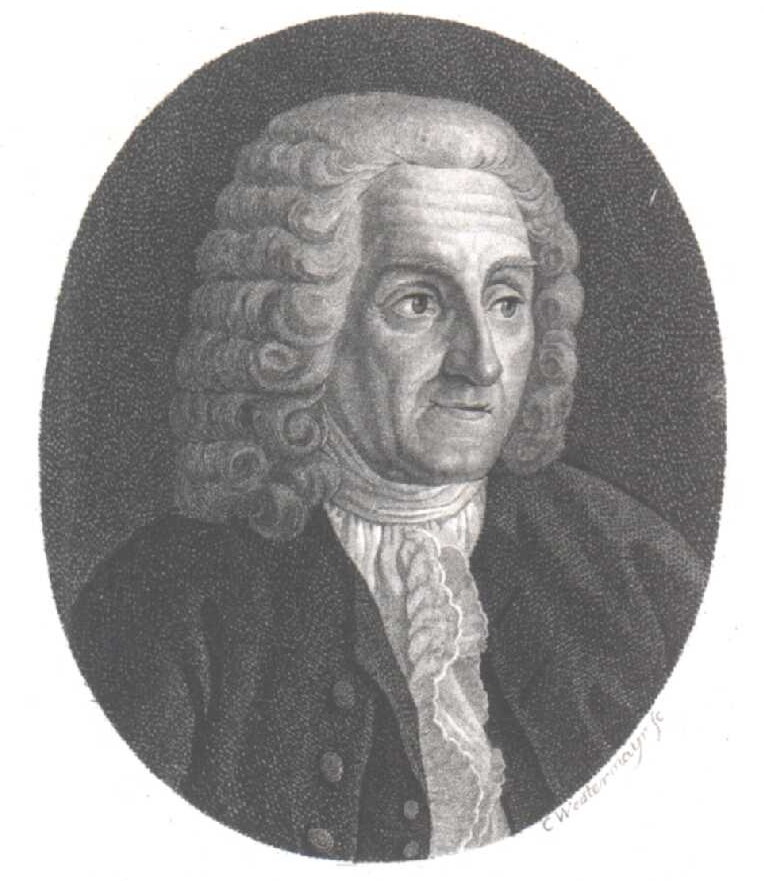
1803年に出版された書籍に掲載された肖像画

ジョゼフ＝ニコラ・ドリル（Joseph-Nicolas Delisle、1688年4月4日 - 1768年9月11日）は、フランスの天文学者。

## 生涯
パリに歴史家、地理学者のクロード・ドリルの11人の子供の1人として生まれた。兄に地図製作者のギョーム・ドリル（en:Guillaume Delisle 、1675年-1726年）がいる。始め古典を学ぶが、天文学に転じた。J. Lietaudやジャック・カッシーニの指導を受けた。1715年、フランス科学アカデミーに迎えられた。1721年、ロシアのピョートル大帝に招かれて天文学者養成の学校の建設を任された。これによって1747年にパリに戻る頃にはかなり裕福で有名になっており、フランスの王立天文官に任じられるとともに、クリュニーに私設天文台を建設できるまでになった。クリュニーの天文台に助手として採用したシャルル・メシエが、後に天文官の職を継ぐことになる。1768年、ドリルはパリで没した。
ロシア滞在中の1732年に水銀温度計を作り、水の沸点を0度とし、低温ほど数値が大きくなる温度目盛を作った。これは今日ドリル度（en:Delisle scale）として知られている。
虹が雲の中の水滴による日光の反射によることを示唆し、水星や金星を使った天文単位(太陽までの距離)の測定法について提案した。1724年には王立協会フェローに選出された月のクレーター（ドリル）、小惑星(12742)ドリルに命名されている。